# Sammis Reyes
Sammis Daniel Reyes Martel (Talcahuano, 19 de octubre de 1995) es un exjugador chileno profesional de fútbol americano que jugaba en los Jacksonville Jaguars de la NFL y exjugador de básquetbol. Creció jugando con la Selección de Básquetbol de Chile y se trasladó a Estados Unidos a los 14 años tras recibir una beca. Jugó al básquetbol universitario en Tulane antes de pasarse al fútbol americano a principios de la década de 2020. Reyes se convirtió en el primer chileno en la historia jugar en la National Football League (NFL) al incorporarse a Washington Football Team en la posición de tight end en 2021 y a Chicago Bears en 2022, actualmente (2024) milita para los Minnesota Vikings equipo profesional de la NFL.

## Carrera

### Básquetbol
Sammis Daniel Reyes Martel nació en Talcahuano, Gran Concepción, Chile el 19 de octubre de 1995. Su familia se trasladó a Santiago poco después, donde creció jugando al fútbol y al básquetbol con aspiraciones a jugar en la National Basketball Association (NBA). A los nueve años se incorporó al Club Deportivo Boston College, miembro de la Liga Nacional de Básquetbol de Chile, antes de ser reclutado para formar parte de la Selección de Básquetbol de Chile dos años después. Fue miembro del equipo del Boston College que se proclamó subcampeón del Campioni del Domani de 2014.
Durante una gira por Estados Unidos con la selección chilena Sub-15 en 2010, Reyes fue observado por reclutadores locales y se le ofreció una beca para asistir a Westlake Prep, una escuela en el área metropolitana de Miami. Aceptó y se fue solo de Chile a los 14 años para asistir al año siguiente. Llegó sabiendo muy poco inglés y tuvo que aprenderlo rápidamente, lo que consiguió gracias a la exposición al cine y a la música. Durante este tiempo conoció y se hizo amigo de Alex Rifkind, el hijo del productor discográfico Steve Rifkind, mientras jugaban juntos en un circuito de básquetbol de la Amateur Athletic Union. Reyes acabaría mudándose con los familia Rifkind y se trasladó a la North Broward Prep de Coconut Creek tras asistir brevemente a la Saint Andrews School de Boca Ratón debido al cierre de la Westlake Prep.
Reyes firmó una carta de intención para jugar al básquetbol universitario con los Hawaii Rainbow Warriors en la Universidad de Hawái en Mānoa en 2014, pero sufrió una lesión en la mano en la pretemporada que le obligó a perderse la temporada. Sentir los efectos de la morriña y desaprobando la decisión del equipo de despedir al entrenador jefe a mitad de temporada, dejó la escuela y regresó a Florida para recuperarse de sus lesiones. Reyes pasó entonces un semestre en el Palm Beach State College antes de transferirse a la Universidad Tulane para jugar en la Tulane Green Wave en 2016, donde pasó dos temporadas pero jugó en solo dos partidos en 2017 después de optar por la salida debido a que no estaba satisfecho con su tiempo de juego.
Reyes se graduó de Tulane con un título en administración de empresas y se inscribió en la Universidad Loyola Nueva Orleans como estudiante de posgrado en 2018, donde jugó su último año de elegibilidad de básquetbol universitario antes de graduarse con una Maestría en Administración de Empresas. Además del básquetbol universitario, Reyes seguía participando con la Selección de Básquetbol de Chile en eventos internacionales como el Campeonato FIBA Américas Sub-16 de 2011 y las eliminatorias de la clasificación de FIBA Américas para la Copa Mundial de Baloncesto de 2019. Durante toda su carrera de básquetbol jugó principalmente en la posición de ala-pívot.

### Fútbol americano

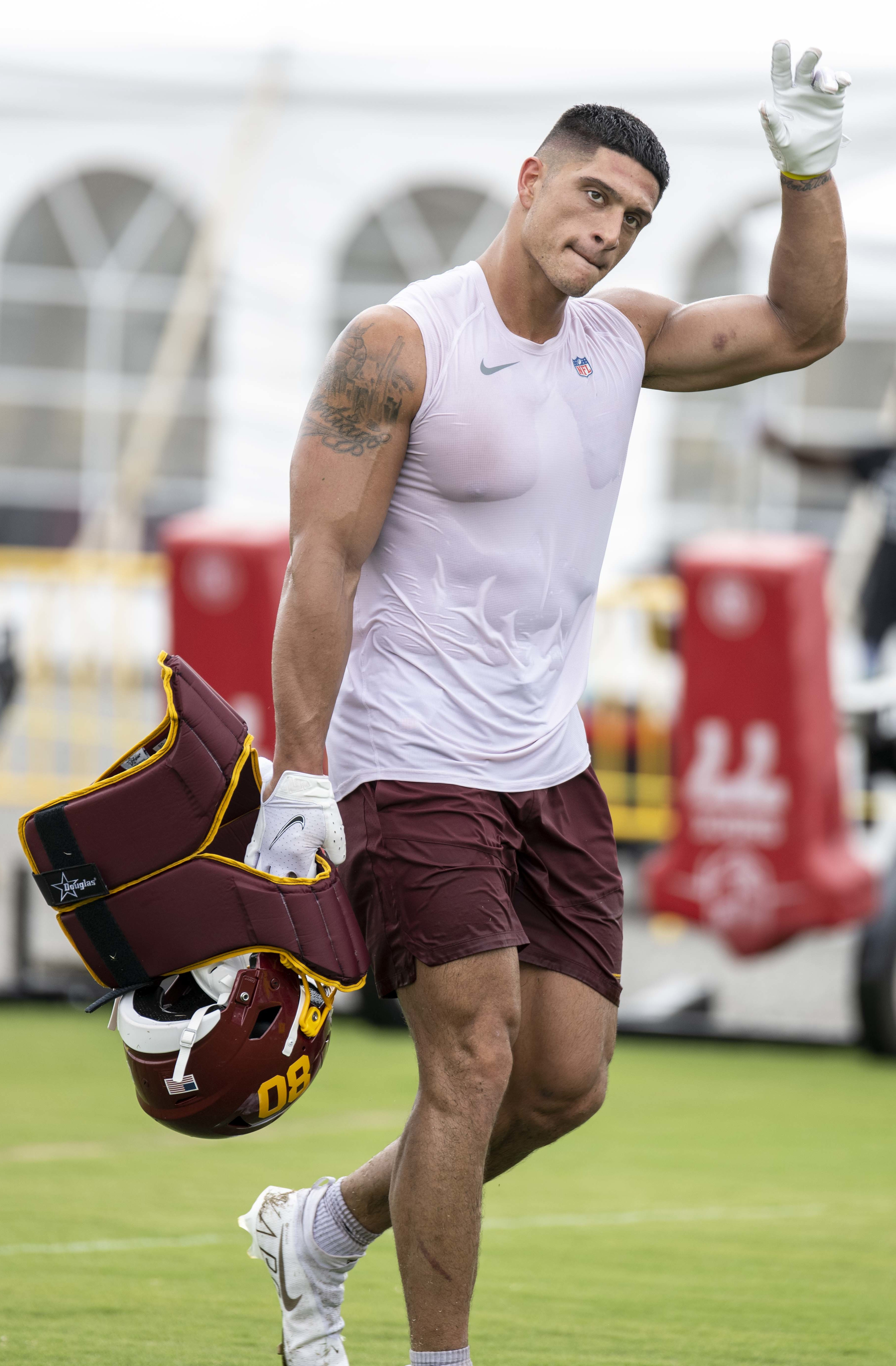
Reyes durante un entrenamiento de fútbol americano en 2021

Después de que Chile no se clasificara para la Copa Mundial de Baloncesto de 2019, Reyes puso fin a su carrera de básquetbol y comenzó a trabajar como entrenador de otros jugadores de este deporte hasta que las normas de distanciamiento físico derivadas de la pandemia de COVID-19 le impidieron continuar. Luego trabajó como conductor para DoorDash antes de decidir convertirse en jugador profesional de fútbol americano. Varios compañeros de equipo y entrenadores le habían aconsejado que practicara este deporte desde que llegó a Estados Unidos, y sólo lo probó durante una semana en la enseñanza media antes de dejarlo, ya que creía que el mayor riesgo de lesión dificultaría sus posibilidades de entrar en la lista de la NBA.
A pesar de no saber casi nada de fútbol americano, Reyes solicitó y fue aceptado en el International Player Pathway Program (IPPP) de la National Football League (NFL) como prospecto de tight end. Pasó 10 semanas entrenando en la IMG Academy de Bradenton, Florida antes de participar junto a otros jugadores del IPPP en el Pro Day, un escaparate para los próximos prospectos del Draft de la NFL, de la Universidad de la Florida el 31 de marzo de 2021. Allí recibió el interés de varios equipos de la NFL debido a su rendimiento deportivo antes de aceptar un contrato de tres años con el Washington Football Team el 13 de abril de 2021, citando su residencia en el área metropolitana de Washington D. C. y su encaje con la cultura del equipo. Reyes se convirtió en el primer jugador nacido en Chile en la NFL tras la firma. Además fue seleccionado por los Toronto Argonauts en la cuarta ronda del 2021 Global Draft de la Canadian Football League que tuvo lugar el 15 de abril.
Reyes hizo su debut profesional contra los New Orleans Saints en octubre de 2021, donde jugó un número limitado de snaps en equipos especiales. Pasó una semana en la lista de reservas del equipo COVID-19 junto a varios otros jugadores en diciembre de 2021. Terminó la temporada jugando en 11 partidos, principalmente en equipos especiales, donde registró dos tackles. Reyes sufrió una lesión en los isquiotibiales durante los entrenamientos y fue dado de alta con un acuerdo por lesión el 23 de agosto de 2022. El 18 de octubre de 2022 se informa por los medios, que llegó a acuerdo con Chicago Bears para incorporarse a su plantilla de jugadores en lo que resta de la temporada 2022.

## Vida personal
Los padres de Reyes evitan explicar el porqué del nombre Sammis. A grandes rasgos, señalan que fue en honor a una persona importante de su juventud. «Le pusimos así para que se destacara (...) Siempre quisimos que fuera único», relata la madre, quien es exbasquetbolista y es profesora de Educación Física de la Universidad de Concepción.
Reyes apareció en un anuncio chileno de 2021 para Pepsi Zero.
Sammis tuvo una relación estable con su exnovia estadounidense Nicole Kotler desde 2014. Quien se declaraba fiel admiradora del deportista y orgullosa de sus logros personales como profesionales, tras 9 meses de matrimonio la pareja se separó de mutuo acuerdo.
En febrero del año 2025 y luego de muchísimos rumores, Sammis confirmó oficialmente durante una entrevista en la Gala de Viña del Mar su relación con Emilia Dides, cantante chilena reconocida internacionalmente tras clasificar en el top 12 del certamen de belleza Miss Universo 2024.
El 11 de agosto de 2025, la pareja hizo pública la noticia de que esperan su primer hijo a través de sus cuentas de Instagram. Bio Bio Chile
También es un reconocido hincha del Club Universidad de Chile.